# Риу-Ларгу
Риу-Ларгу (порт. Rio Largo) — муниципалитет в Бразилии, входит в штат Алагоас. Составная часть мезорегиона Восток штата Алагоас. Входит в экономико-статистический микрорегион Масейо. Население составляет 68 856 человек на 2006 год. Занимает площадь 309 км². Плотность населения — 222,8 чел./км².
Праздник города — 13 июля.

## История
Город основан в 1830 году.

## Статистика
- Валовой внутренний продукт на 2004 год составляет 167 147 000,00 реалов (данные: Бразильский институт географии и статистики).
- Валовой внутренний продукт на душу населения на 2004 год составляет 2498,00 реалов (данные: Бразильский институт географии и статистики).
- Индекс развития человеческого потенциала на 2000 год составляет 0,671 (данные: Программа развития ООН).

## География
Климат местности: тропический.